# Anfoega Akukorme

Anfoega Akukorme (eller bara Anfoega) är en ort i sydöstra Ghana. Den är huvudort för distriktet North Dayi, och folkmängden uppgick till 1 290 invånare vid folkräkningen 2010.